# Resolució 2444 del Consell de Seguretat de les Nacions Unides
La Resolució 2444 del Consell de Seguretat de les Nacions Unides, fou adoptada per unanimitat el 14 de novembre de 2018. El Consell decideix revocar les sancions contra Eritrea (embargament d'armes, prohibició de viatjar i congelació d'actius) mitjançant les resolucions 1907 (2009), 2023 (2011), 2060 (2012) i 2111 (2013), donat que no s'ha trobat proves que Eritrea doni suport al grup terrorista Al-Xabab, i acabant també el mandat del Grup de Monitorització d'aquestes sancions a partir del 16 de desembre. Al mateix renova l'embargament d'armes imposat a la veïna Somàlia mitjançant la 733 (1992) fins al 15 de novembre de 2019. Les úniques excepcions a l'embargament seran el lliurament d'armes, municions i equip militar al es forces de seguretat del govern de Somàlia.